# Čistá (Vysoká)
Čistá (německy Klarbrunn) je základní sídelní jednotka obce Vysoká v kraji Vysočina. Spolu s Novým Světem a Vysokou tvoří katastrální území Vysoká u Havlíčkova Brodu. Nachází se asi 7,5 km jihovýchodně od centra Havlíčkova Brodu.
Severně od Čisté protéká Květnovský potok, na němž jsou zde dva bezejmenné rybníky. Osada se dělí na pět částí – největší západní část se zvoničkou, východní část je roztroušená na tři samoty a jedna samota se nachází nedaleko západní části. I přes větší množství budov je zde registrováno pouze pět čísel popisných, z toho čtyři (38, 39, 41 a 74) v západní části a jedno (28) ve východní části. Zpevněnou silnicí je Čistá spojena s obcí Vysoká, nezpevněnou silnicí s vesnicí Květnov.